# Bahnhof Wismar
Der Bahnhof Wismar ist der Endpunkt für die Regional-Express-Linie RE 8 vom Flughafen BER und der Regionalbahn-Linien RB 11 aus Tessin und RB 17 aus Ludwigslust. Bis 1998 war der Bahnhof auch Endpunkt der Strecke aus Karow, die 2003 stillgelegt wurde. Bis 2001 verkehrten hier auch Fernzüge. Bahnhofsgebäude und weitere Bauten im Bahnhofsareal stehen unter Denkmalschutz.

## Geschichte
Nach dem Bau der Verbindung von Schwerin nach Wismar wurde an deren Endpunkt ein Bahnhof benötigt. Der gewählte Standort nördlich der Altstadt bot eine günstige Anbindung an den Hafen von Wismar. Bereits Ende 1847 entstanden die ersten Gebäude, etwa zwei Schuppen für Material und Schwellen oder das Cyanisierungsgebäude. Später kamen der Lokschuppen, ein Wagenschuppen, ein Geräteschuppen sowie das Koksmagazin und ein Koksofen hinzu. Für den Bau des geplanten Empfangsgebäudes wurden rund 28.500 Taler veranschlagt.
Als die Bahnstrecke 1848 eingeweiht wurde, war der Lokschuppen fertiggestellt, es gab zudem eine Viehrampe und eine große Drehscheibe. Bis 1857 wurde der Wagenschuppen als Empfangshalle und Schuppen für Güter genutzt. Es gab einen Bahnhofsvorplatz und eine Promenade, die vom Lindengarten bis zum Hafen verlief. Neben dem Bahnhof befand sich ein Bahnhofshotel. Die Bahnhofstraße wurde nach dem Abriss der Stadtmauer (um 1870) angelegt und erhielt 1881 ihren Namen. Zwischen 1884 und 1894 wurden die Bahnanlage erweitert und das Empfangsgebäude ausgebaut. Auf dem Bahnhofsvorplatz sollten nach einem Plan von 1896 Parkplätze für Kutschen, Privatfahrzeuge und Omnibusse angelegt werden.

Eine Unterführung für Fußgänger wurde 1908 errichtet.
1935 wurde die bisherige Lokeinsatzstelle des Bahnhofs Wismar zu einem eigenständigen Bahnbetriebswerk erhoben, das bis 1993 in Betrieb war.

## Anlagen
Das Empfangsgebäude liegt südwestlich der Bahnsteiggleise. Durch den späteren Bau weiterer Gütergleise geriet es in eine Insellage. Zwischen diesen Gleisen und der Stadt wurde ein kleines Vorempfangsgebäude gebaut, das mit dem eigentlichen Empfangsgebäude durch einen Tunnel unter den Gütergleisen verbunden wurde. 2019, nach der Umgestaltung, sind Bahnsteige und Parkplatz barrierefrei zugänglich. Reisende können die Bahnsteige jetzt über einen Arkadengang erreichen. Zuvor hatte die Deutsche Bahn den alten Personentunnel zuschütten lassen. Ein weiterer, barrierefreier Weg verbindet den Hausbahnsteig mit der Poeler Straße.
Empfangsgebäude, Vorgebäude, Bahnsteigüberdachung, Güterschuppen, Wasserstation sowie der Lokschuppen Poeler Straße stehen unter Denkmalschutz.
Es gibt drei Bahnsteiggleise. Gleis 2 hat als Hausbahnsteig einen überdachten Seitenbahnsteig, ab dem südöstlich des Empfangsgebäudes noch ein Kopfgleis (Gleis 1) liegt. Neben Gleis 2 befindet sich ein nicht überdachter Zwischenbahnsteig mit Gleis 3. Nordöstlich der Bahnsteiggleise liegen weitere Gleise, unter anderem als Zufahrt zum Hafen. Daran anschließend das ehemalige Bahnbetriebswerk, und ganz im Norden weitere Zufahrtsgleise zum Hafen.

## Anschließer
Von 1894 bis 1947 wurden Schienenfahrzeuge von der südöstlich gelegenen Triebwagen- und Waggonfabrik produziert.

## Personenverkehr
| Linie                    | Strecke | Takt (min) | EVU              | Fahrzeugmaterial       |
| ------------------------ | --- | ---------- | ---------------- | ---------------------- |
| RE 8                     | Wismar – Bad Kleinen – Schwerin Hbf – Ludwigslust – Wittenberge – Neustadt (Dosse) – Nauen – Berlin-Spandau – Berliner Stadtbahn – Berlin Ostbahnhof – Flughafen BER | 120        | ODEG             | Stadler KISS           |
| RB 11                    | Wismar – Neubukow – Bad Doberan – Rostock Hbf – Sanitz – Tessin | 60         | DB Regio Nordost | Siemens Desiro Classic |
| RB 17                    | Wismar – Bad Kleinen – Schwerin Hbf – Ludwigslust | 120        | ODEG             | Siemens Desiro HC      |
| Stand: 15. Dezember 2024 | |            |                  |                        |

Die beiden zweistündlich verkehrenden Linien RE 8 und RB 17 ergänzen sich auf dem Abschnitt Wismar–Ludwigslust zu einem annähernden Stundentakt.

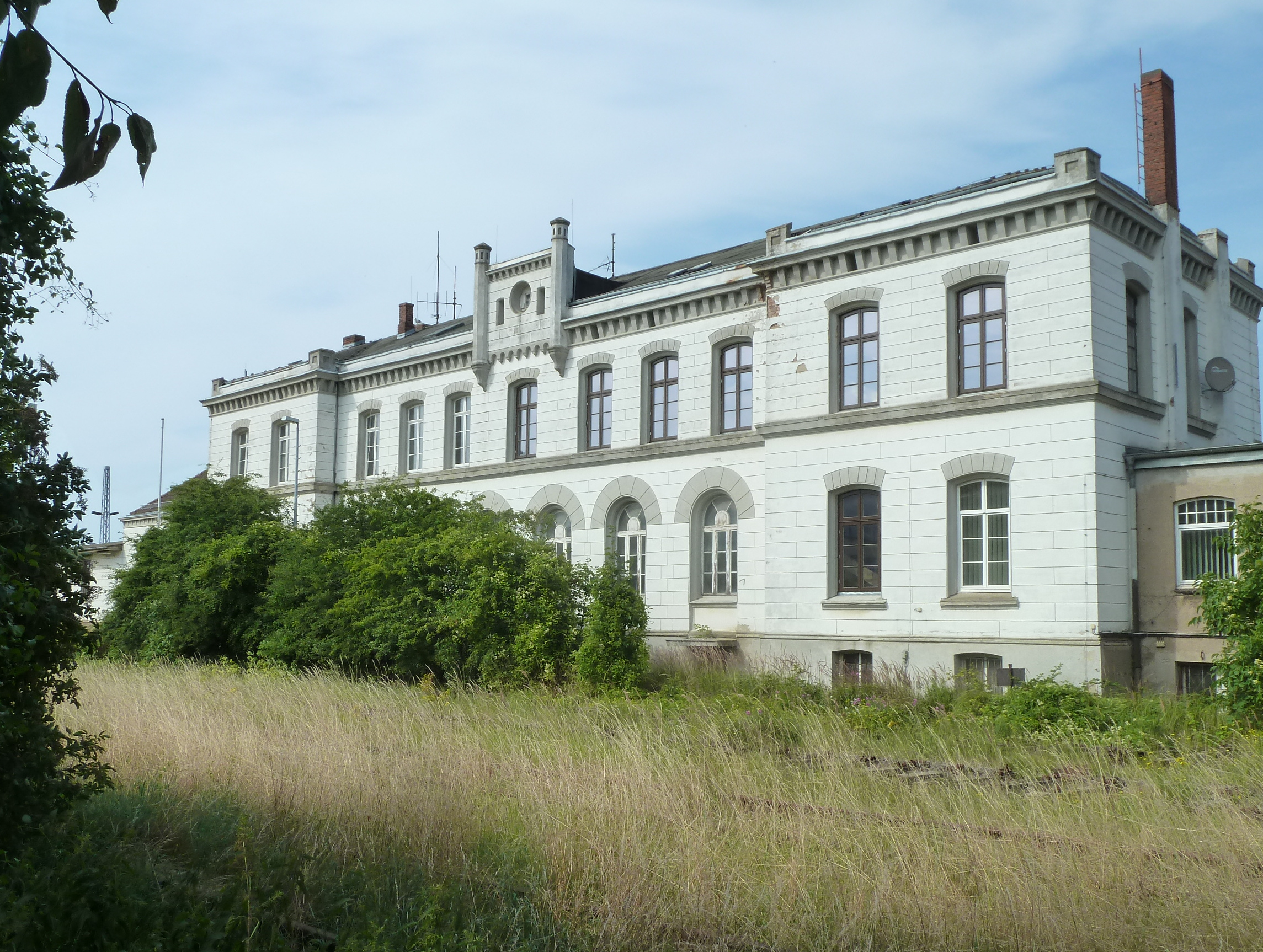
Altes Empfangsgebäude
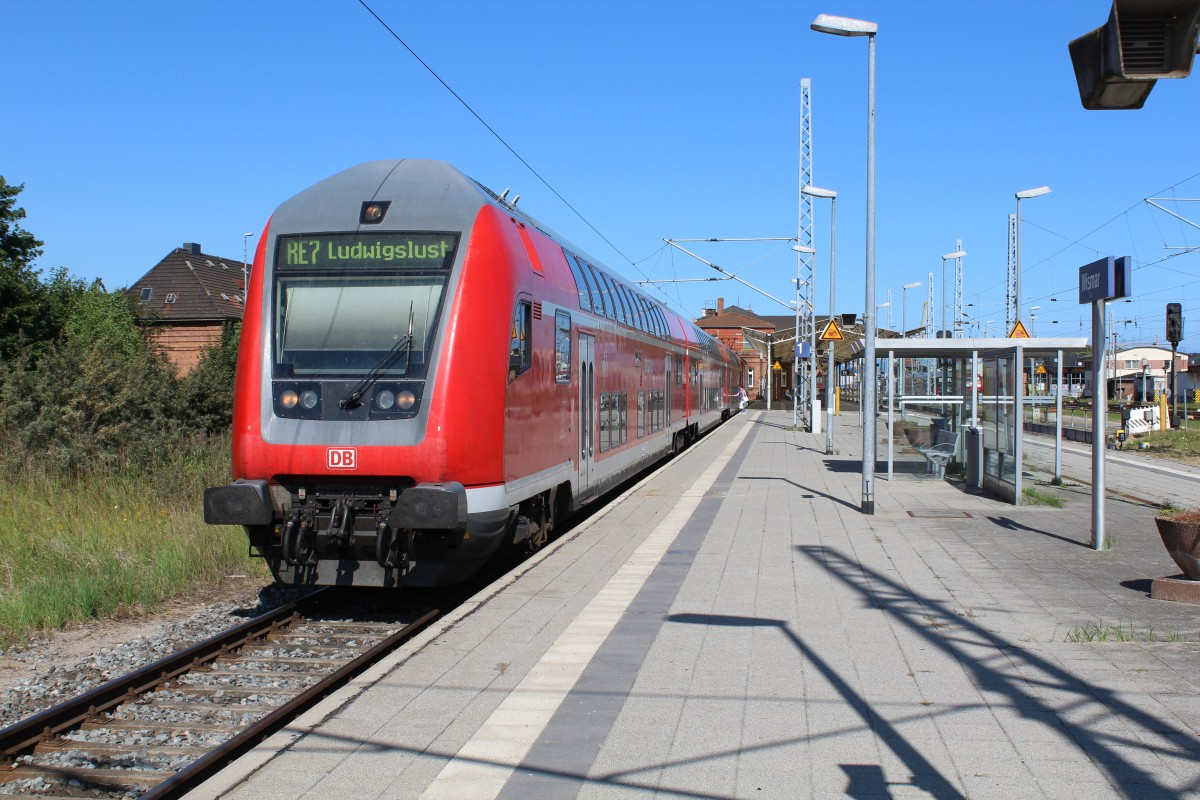
RE 7 steht zur Abfahrt nach Ludwigslust an Gleis 1 bereit (2013)